# Хлорела
Хлорела (від грец. χλωρός, «зелений» і лат. ella — «маленький») — рід мікроскопічних одноклітинних зелених водоростей, має вигляд мікроскопічної нерухомої (без джгутиків) кульки від 2 до 10 мкм у діаметрі. Зовні клітини вкриті твердою двоконтурною оболонкою целюлозної природи. Оболонка багатьох видів містить шар спорополеніну, що надає їй хімічної стійкості та міцності. У цитоплазмі міститься один пристінний чашоподібний хлоропласт з одним піреноїдом у потовщеній його частині. Піреноїд зазвичай оточений крохмальною обгорткою. Ядро одне, однак у живій клітині без спеціальної обробки його не видно. Запасні речовини — крохмаль та безбарвна олія. Колоній та агрегатів не утворює. Є автотрофом.
Вперше описана М. Беєринком 1890 року зі ставка в Делфті, що у Голландії. Типом роду є вид Chlorella vulgaris Beijer.

## Розмноження
Розмножується нестатевим шляхом, утворюючи автоспори. Статевий процес — автогамія. При цьому в материнській клітині 2—8 автоспор, які через розрив оболонки спорангія виходять у воду й набувають вигляду дорослої особини. Для деяких видів роду описані спочиваючі клітини — акінети.

## Поширення в природі
Хлорела невибаглива до умов існування і завдяки простому життєвому циклу здатна до інтенсивного розмноження, тому є космополітом: у прісних водоймах, морях, ґрунті та аерофітоні. Може бути симбіонтом найпростіших та фікобіонтом лишайників. У зоологічній літературі зустрічається під назвою зоохлорела.
Варто піти дощу або піднятися туману, як на чорній корі дерев з'являється зелений наліт. Такий же наліт можна побачити й на вологому ґрунті. Зелений наліт на корі дерев теж складається з таких же кульок — хлорели. У воді, освітленій сонцем, вона швидко розмножується. Вміст клітинки хлорели ділиться на 4, 8, 16 частин, утворюються маленькі кульки — «спори». Вони розривають оболонку материнської клітини та плавають у воді, починаючи самостійне життя. Харчуються ці зелені кульки розчинними у воді солями та вуглекислим газом і ростуть, утворюючи у своєму тільці жири, білки і цукор і виділяючи на світлі кисень.
Хлорела використовує 25–30 % сонячної енергії, у той час як квіткові рослини — тільки 7—13 %.

## Застосування людиною
Клітина хлорели — зручний об'єкт для різних досліджень. Хлорела — основний об'єкт масового культивування водоростей для практичного використання в різних напрямах, вона є першою водорістю, що започаткувала фікотехнологію. Значну роль у формуванні підвищеного інтересу до неї відіграв її хімічний склад. У перерахунку на суху речовину хлорела містить повноцінних білків 40 % і більше, ліпідів — до 20 %, вуглеводів — до 35 %, зольних речовин — до 10 %. Є вітаміни групи B, аскорбінова кислота (вітамін C) і філохінони (вітамін K). Знайдено речовину, яка має антибіотичну активність — «хлорелін». У деяких країнах хлорелу використовують у їжу після спеціальної обробки, що поліпшує її засвоєння. Для споживання використовують свіжу біомасу хлорели або спеціальну пасту з неї. Разом з легкістю культивування хлорела є не дуже вдалим об'єктом — біомасу спорополеніну технічно важко переробляти.
Саме хлорела була відправлена разом з іншими живими рослинами та тваринами в кабіні 2-го космічного корабля.
За вмістом білка урожай водорості хлорели з 1 га дорівнює врожаю пшениці з 25 га і врожаю картоплі з 10 га. Характерно й те, що урожай хлорели не дає відходів: немає коріння, соломи, листя, все тіло її — живильний продукт. Хлорела так швидко розмножується, що в одному літрі води виходить до 55 г продукції в сухому вигляді. Людині для харчування достатньо 500 г.
У Японії хлорелу розводять в басейнах на дахах будинків. У США, Франції та інших країнах організовані цілі заводи з отримання хлорели.
Суха хлорела в Японії йде в їжу людям і в корм птахам, худобі та рибам на розведенні. Але особливо цінно отримання з хлорели препарату, що містить вітамін B12, який допомагає при захворюванні на білокрів'я. Багато вчених планують не тільки міжпланетні кораблі з хлорели, але і вдома на планетах, де немає атмосфери. В 1972 році в Узбекистані отримали 17 тисяч тонн суспензії водорості хлорела.
Хлорела цікавить вчених і як сировина для одержання нових харчових продуктів. В дельті річки Міссісіпі проєктується завод, на якому планують щоденно отримувати 30 т хлорели, що містить 50 % білків, що дорівнює виробництву 35 000 т яловичини (така кількість може забезпечити білковим харчуванням близько 3 мільйонів осіб).
Щобільше, для отримання рослинної продукції намічають використовувати моря та океани, які займають 2/3 поверхні нашої планети. Хлорелу розводять тепер і в стічних водах в басейнах біля заводів.
Найбільш придатними для промислового вирощування вважають 9 видів роду хлорела.
Засвоюваність білка хлорели доволі середня, через низьку перетравність. Визначена in vitro (з допомогою триптозана) перетравність хлорели склала 46,2 %: для сухих клітин 62,5—65,5 %, для клітин зі зруйнованими оболонками — 75,1 %, екстрагованого протеїну — 85,6—87,4 %. Було встановлено, що хлорела погано перетравлюється тваринами з багатокамерними шлунками, не дивлячись на високу перетравність чистого протеїну. Інертна і щільна оболонка хлорели перешкоджає їхньому практичному використанню в раціонах тварин з багатокамерними шлунками та харчуванні людини. Ведеться пошук способів з усунення цих недоліків. Дослідним шляхом (за забарвленням яєчного білка) встановлено, що β-каротин, який міститься в мембранах хлорели, кури-несучки не засвоюють.
Огляд 2023 року зазначає, що низка досліджень показали перспективні можливості щодо використання хлорели та спіруліни для очищення стічних вод і виробництва біопалива, сприяючи зусиллям із пом'якшення кліматичних змін.
Також, у сфері охорони здоров'я багатство цих мікроводоростей на фотосинтетичні пігменти та біоактивні сполуки разом із їхньою здатністю виділяти кисень використовується для розробки нових ліків, ранозагоювальних пов'язок, фотосенсибілізаторів для фотодинамічної терапії, тканинної інженерії, і лікування раку.
Крім того, у промисловому секторі, спіруліна та хлорела використовуються у виробництві біополімерів, паливних елементів і фотоелектричних технологій. Ці інноваційні програми можуть створити різні можливості для валоризації мікроводоростей, підвищуючи їхній потенціал для циркулярної економіки.

## Біодизель із мікроводоростей
Вміст ліпідів у Scenedesmus dimorphus за різних умов може коливатися в межах 16—40 %, а в Chlorella vulgaris — 14—22 % від маси сухої речовини.
Залежно від кількості тих чи інших солей в середовищі змінюється склад хлорели. Вона накопичує від 8 до 88 % білків, від 4 до 85 % жирів і від 5 до 37 % вуглеводів (крохмалю або цукру). Урожай хлорели — 70 г сухої речовини з 1 м² площі, або 700 кг з 1 га.

## Систематика

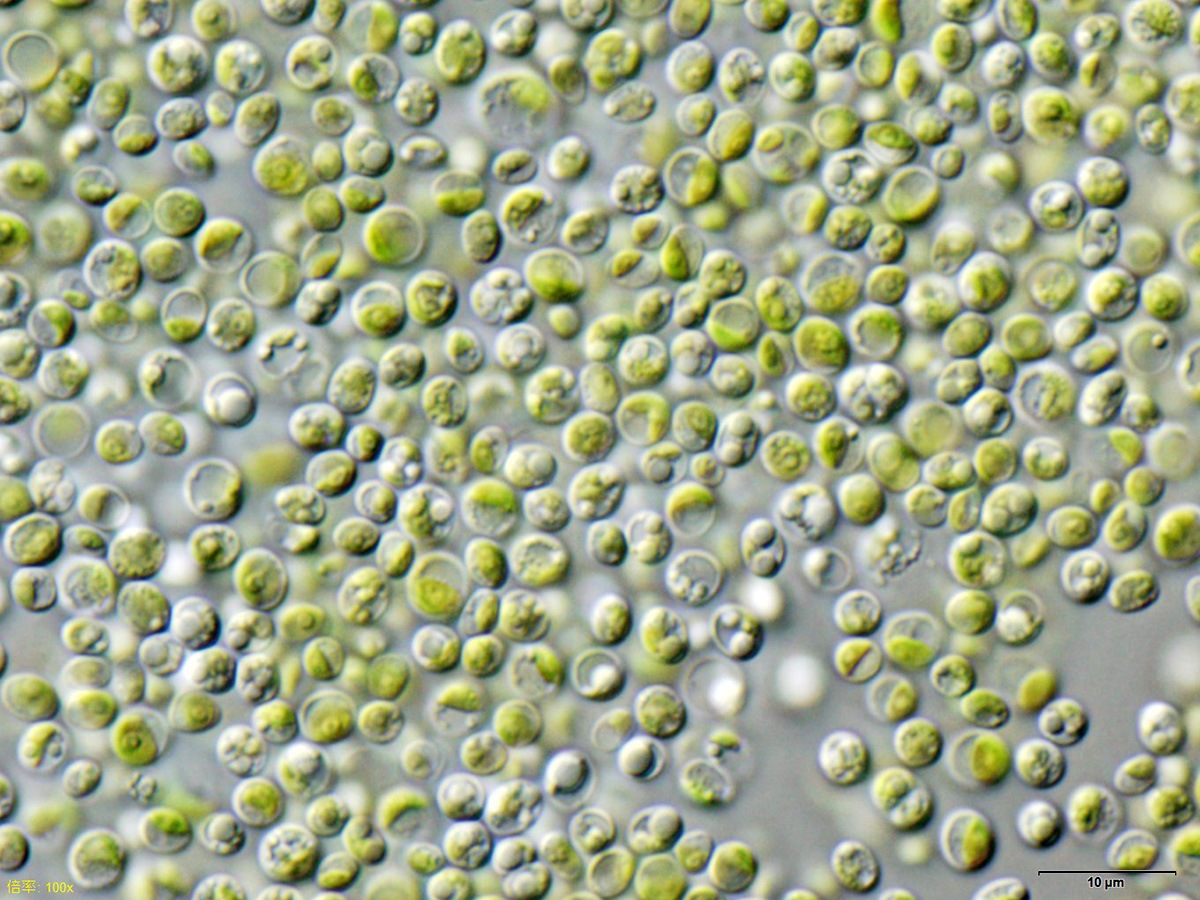
Chlorella під мікроскопом

У AlgaeBase наступні 24 видів «нині вживаються таксономічно»:
- Chlorella angustoellipsoidea N. Hanagata & M. Chihara
- Chlorella botryoides J.B. Petersen
- Chlorella capsulata R.R.L. Guillard, H.C. Bold & F.J. MacEntee
- Chlorella ellipsoidea Gerneck
- Chlorella emersonii Shihira & Krauss
- Chlorella fusca Shihira & Krauss
- Chlorella homosphaera Skuja
- Chlorella luteo-viridis Chodat
- Chlorella marina Butcher
- Chlorella miniata (Nägeli) Oltmanns
- Chlorella minutissima Fott & Nováková
- Chlorella mirabilis V. M. Andreeva
- Chlorella ovalis Butcher
- Chlorella parasitica (K. Brandt) Beijerinck
- Chlorella peruviana G.Chacón Roldán
- Chlorella rugosa J.B. Petersen
- Chlorella saccharophila (Krüger) Migula
- Chlorella salina Butcher
- Chlorella spaerckii Ålvik
- Chlorella sphaerica Tschermak-Woess
- Chlorella stigmatophora Butcher
- Chlorella subsphaerica H. Reisigl
- Chlorella trebouxioides M. Puncochárová
- Chlorella vulgaris Beijerinck

## Хлорела в культурі
- Фарадейович, персонаж твору Всеволода Нестайка Тореадори з Васюківки, розводить хлорелу для досліджень. Навколо термоса з культурую хлорели розгортається інтрига кількох глав.